# Тайфунник Штейнегера
Тайфу́нник Штейнегера (Pterodroma longirostris) — вид буревісникоподібних птахів родини буревісникових (Procellariidae). Мешкає в Тихому океані, гніздовий ендемік Чилі. Вид названий на честь норвезького орнітолога Леонарда Штейнеґера.

## Опис
Тайфунник Штейнегера — невеликий морський птах, середня довжина якого становить 26-31 см, розмах крил 53-66 см. Верхня частина тіла темно-сіра, на крилах помітний М-подібний візерунок. Верхня частина голови і обличчя навколо очей чорнувато-сірі, на верхній частині грудей темно-сірий "напівкомір". Надхвістя і верхні покривні пера хвоста темно-сірі. Горло, нижня частина грудей і живіт білі. Нижня сторона крил біла з вузькими чорними краями.

## Поширення і екологія
Тайфунники Штейнегера гніздяться лише на чилійському острові Александра Селькірка в архіпелазі Хуан-Фернандес, переважно на схилах гори Серро-де-Лос-Іносентес. Під час негніздового періоду вони мігрують на північний схід Тихого океану, до узбережжя Японії. У квітні-червні вони пролітають на південний схід від Гаваїв, деякі птахи в цей час відхиляються на південь і досягають Північного острова Нової Зеландії. В кінці літа і на початку осені тайфунники Штейнегера починають рух до Південній півкулі, рухаючись за годинниковою стрілкою, в цей момент вони іноді зустрічаються у берегів Каліфорнії.
Тайфунники Штейнегера ведуть пелагічний спосіб життя, рідко наближуються до суходолу, за винятком гніздування. Живляться кальмарами і дрібною рибою. Гніздяться колоніями на гірських схилах, порослих папоротевим лісом Dicksonia externa та на прилеглих луках, на висоті від 799 до 1120 м над рівнем моря. Сезон розмноження починається в листопаді. В кладці 1 яйце, яке відкладається в період з кінця листопада до початку грудня. Пташенята вилуплюються наприкінці січня-на початку лютого, а відлітають у море в травні. Тайфунники Штейнегера формують змішані колонії разом з тихоокеанськими тайфунниками (Pterodroma externa), формуючи невеликі моновидові скупчення нір в неглибокому ґрунті всередині більшої колонії P. externa.

## Збереження
МСОП класифікує цей вид як вразливий. За оцінками дослідників, станом на 1986 рік загальна популяція тайфунників Штейнегера становила понад 400 тисяч птахів, однак в подальшому популяція поступово скорочувалася. Їм загрожує хижацтво з боку інтродукованих хижих ссавців, зокрема кішок, щурів і мишей.